# Астор (округ)
Астор (англ. Astore District) — один из 7 округов пакистанской территории Гилгит-Балтистан.

## Географическое положение
Округ Астор был техсилом в Диамере до 2004 года. Округ граничит с Диамером на западе и Скарду на востоке. Столица округа — Горикот.

## Населённые пункты
- Астор
- Ахмадабад
- Рупал
- Таришинг